# ستودهم (بيدفوردشير)
ستودهم (بالإنجليزية: Studham)‏ هي قرية و أبرشية مدنية تقع في المملكة المتحدة في إنجلترا. يقدر عدد سكانها بـ 1,127 نسمة .